# Törnestorp
Törnestorp en småort i Dannäs socken i Värnamo kommun i Jönköpings län.